# Hildebrand (sagohjälte)

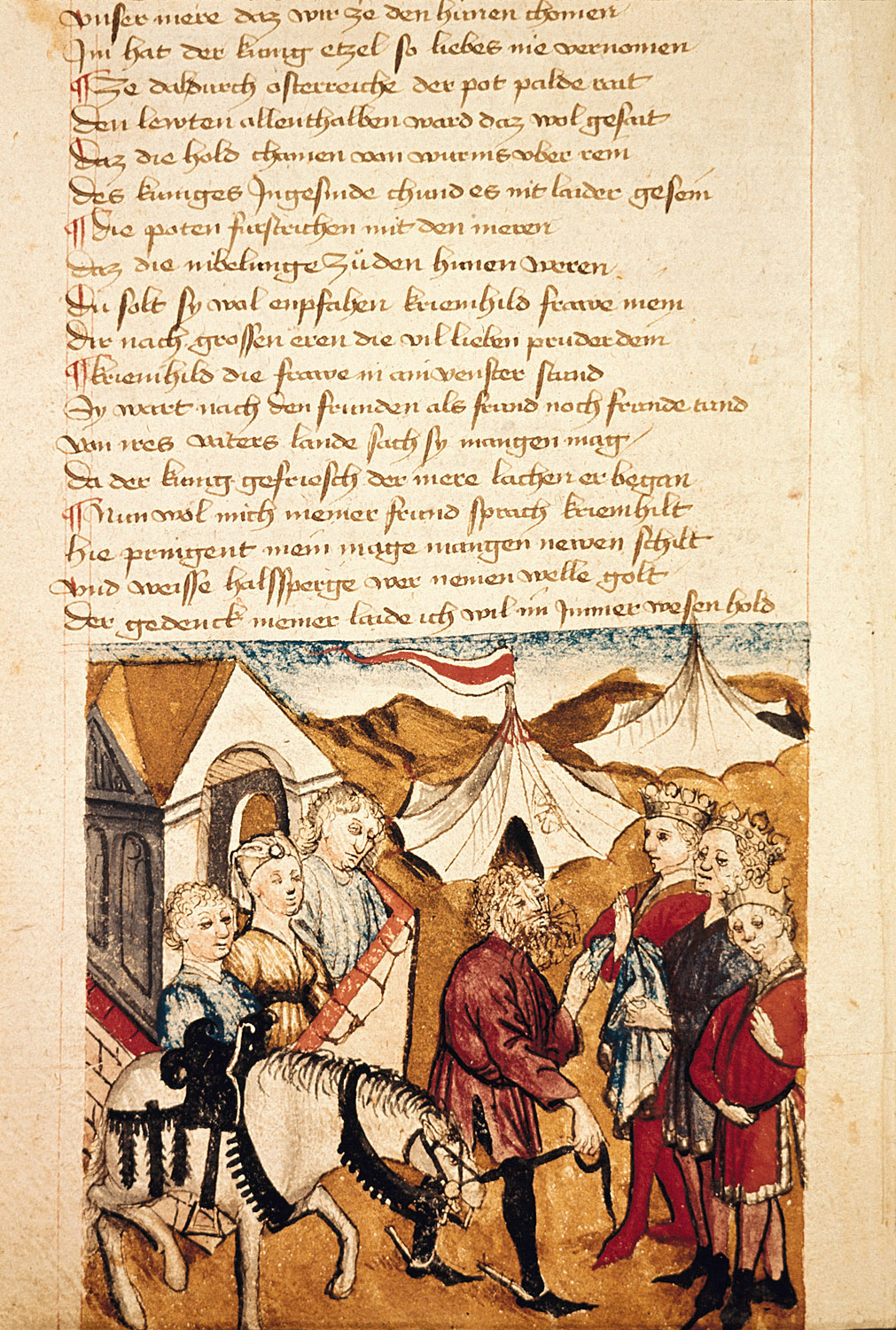
Hildebrand varnar burgunderna (Hundeshagenscher Kodex).

Hildebrand är i den forngermanska hjältesagan om uppfostraren till Didrik av Bern och en av dennes förnämsta kämpar, men härleder sig historiskt från Gensimund, förmyndare för Theoderiks far Theodimir och dennes bröder.

## Tyska hjältesagor
I Nibelungenlied vistas han med sin herre Didrik av Bern hos den hunniske konungen Etzel. I Hildebrandslied berättas, att Hildebrand på färd hem mötte sin son Hadubrand, som han ej sett sedan dennes barndom. De presenterade sig för varandra, men Hadubrand trodde inte på den gamles uppgift, det blev strid dem emellan, och sonen föll, en utgång som dock ej omtalas i fragmentet. I den senare hopsatta Didrikssagan sägs Hildebrand ha besegrat sin son, där kallad Alebrand, men skonat hans liv. Motivet, att en far fäller sin son i strid, förekommer i många folks sagor. 

## Asmund Kämpabanes saga
En sen sagoform utgör den isländska Åsmund Kämpabanes saga. Där berättas, att en konung Hildebrand i Hunaland hade en son Helge, som blev gift med svenske kungen Budles dotter Hild och fick en son, vilken efter sin farfar erhöll namnet Hildebrand och uppfostrades hos denne samt tidigt utmärkte sig genom hjältedater och därför kallades Hunakämpe. Sedan hans far stupat i härnadståg, blev hans morfar dödad av en dansk kung Alf och modern Hild av segraren given till äkta åt kämpen Åke, som med henne hade sonen Åsmund, vilken med tiden blev en väldig viking och förvärvade sig namnet Kämpebane. När Hildebrand fått höra om sin morfars fall, drog han till Danmark och hämnades på Alf. Till dennes efterlämnade dotter friade Åsmund.
Hon lovade att äkta honom, om han ville hämnas hennes faders död på Hildebrand Hunakämpe. För att utföra detta begav sig Åsmund till Sachsland, som Hildebrand flera år hemsökt med sina bärsärkar. I holmgångar, som upprepades flera dagar i rad, nedhögg Åsmund alla Hildebrands kämpar. Då kom bärsärksgången över Hildebrand, och han dräpte i raseri sin egen son. Sedan färdades han uppåt Rhenfloden för att träffa Åsmund. Äntligen möttes de samt kämpade länge och väldigt. Hildebrand erhöll många sår, och slutligen brast hans svärd. Han sjöng då ett kväde, vari han yppade för Åsmund, att de var halvbröder, och bad honom att få bli begraven i sina egna kläder. Hos Saxo Grammaticus förekommer en till innehållet alldeles liknande berättelse, men med andra namn på de handlande personerna. Så är till exempel Hildebrand där förändrat till Hildiger. 